# Jan Frans van Son

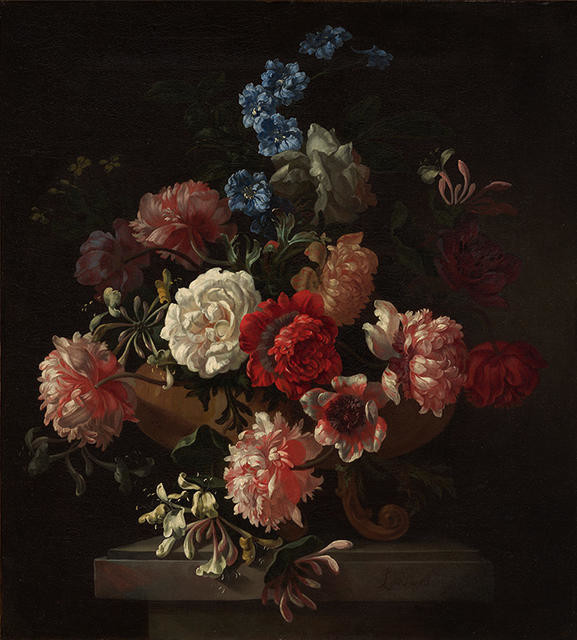
Blumen in einer Vase

Jan Frans van Son (* 1661 in Antwerpen; † um 1700) war ein flämischer Stilllebenmaler. Auch sein Vater Joris van Son (1623–1667) war ein Stilllebenmaler. Seine Bilder waren seiner Zeit in England stark gefragt, so kam er bereits in jungen Jahren auf die Insel.
Er hatte die Angewohnheit seine Bilder halbfertig zu malen und später zu vollenden. Dieses hat dazu geführt, dass einige seiner Werke noch nach seinem Tod vervollständigt wurden.